# Joe Fisher
Joe Fisher (ur. 9 lutego 1945) – nowozelandzki judoka.
Uczestnik mistrzostw świata w 1969 i 1971. Srebrny i brązowy medalista mistrzostw Oceanii w 1975. Mistrz kraju w 1968, 1969, 1970, 1972, 1974, 1975, 1976 i 1977 roku.